# David Riesman
David Riesman (født 22. september 1909 i Philadelphia, Pennsylvania, død 10. maj 2002 i Binghamton, New York) var en amerikansk sociolog.
Han var søn af en tysk læge og oprindelig advokat, før han blev interesseret i sociologi. Hans bemærkelsesværdige afhandling om livet i det moderne Amerika Det ensomme massemenneske (original titel: The Lonely Crowd) udkom i 1950 og blev en øjeblikkelig succes.
Til dato har bogen solgt omkring 1,5 mio. eksemplarer, og efter den medieomtale, der fulgte ved hans død, er salget igen gået i vejret.
1. ↑  Navnet er anført på svensk og stammer fra Wikidata hvor navnet endnu ikke findes på dansk.